# مايك غوميز (لاعب كرة قدم)
مايك غوميز (19 سبتمبر 1988 بنوشاتيل في سويسرا - ) هو لاعب كرة قدم سويسري في مركز الدفاع. لعب مع نادي سيرفيت ونادي نوشاتل زاماكس ويافردون سبور ‏.

## وصلات خارجية
- مايك غوميز على موقع قاعدة بيانات كرة القدم.إي يو (الإنجليزية)
- مايك غوميز على موقع Soccerway.com (الإنجليزية)
- مايك غوميز على موقع عالم كرة القدم.نت (الإنجليزية)